# Quito
Quito je hlavní město Ekvádoru. Leží v severní části země v provincii Pichincha asi 22 km jižně od rovníku a je druhým nejvýše položeným hlavním městem na světě (2850 metrů nad mořem). Město leží na východním svahu aktivního stratovulkánu Pichincha (4794 m), rozkládá se v hlubokém údolí.
Podle sčítání lidu mělo v roce 2019 1 978 376 obyvatel, současný počet se odhaduje na více než 2 700 000 obyvatel, což jej činí druhým největším městem státu, hned po Guayaquilu. Koloniální centrum bylo vyhlášeno památkovou rezervací UNESCO.

## Historie
Historie města spadá do předkolumbovské éry. První obyvatelé byli lidé kmene Quitu sjednocení s domorodou indiánskou dynastií Shyris. Kolem roku 1300 se dynastie Shyris spojila s dynastií Puruhás a jejich potomci bojovali proti Inkům v druhé polovině 15. století. Do roku 1526 bylo Quito hlavním městem Incké říše. Po španělské invazi bylo město zničeno a znovu vystaveno španělským vyslancem Sebastiánem de Belalcázar. Mnoho koloniálních budov se zachovalo do dnešní doby.

## Orientace
Centrum (el centro) je část starého města s bílými domy, koloniální architekturou a množstvím katolických kostelů a katedrál. Na sever od centra se nachází nové město, v této části sídlí většina firem, leteckých společností, velvyslanectví, nákupních center, hotelů a restaurací.
Nejznámější a nejnavštěvovanější je oblast Mariscal Sucre a navazující třída Amazonas. Na severním konci Quita se nacházelo letiště (od 17. února 2013 je v provozu nové letiště mimo město) a resorty pro bohatší vrstvy. V hlavním městě je také několik parků zaměřených na aktivní odpočinek obyvatelstva.

## Památky
V samém centru města se nachází Náměstí nezávislosti (španělsky Plaza de la Independencia) na kterém stojí např. Prezidentský palác (španělsky Palacio del Gobierno), katedrála nebo Arcibiskupský palác (španělsky Palacio Arzobispal).
Nedaleko náměstí se nachází klášter sv. Augustina, ve kterém je pohřbeno mnoho hrdinů padlých v bojích o ekvádorskou nezávislost a kde také byla podepsána deklarace nezávislosti (10. srpna 1809). Divadlo Teatro Sucre bylo vystavěné v roce 1878. Kostel Tovaryšstva Ježíšova (La Compañía de Jesús) z roku 1605 je nejvíce vyzdobeným ekvádorským kostelem se zlato-zelenou kopulí. Náměstí svatého Františka (španělsky Plaza San Francisco) se stejnojmenným kostelem a klášterem leží také v historickém jádru. Jeho výstavba začala jen pár týdnů po obnovení Quito v roce 1534. Vedle této koloniální stavby, největší ve městě, se nachází také muzeum. V Quitu je bezpočet muzeí, divadel, kostelů, katedrál a památníků.
Dominantou je malý kopec Panecillo v jižní části města, na jehož vrcholku stojí mohutná socha Panny Marie. Zhruba 20 km severně od města se nachází památník Mitad del Mundo - místo, kde silnice Panamericana protíná rovník.

## Sport
Sídlí zde fotbalové kluby CD El Nacional a LDU Quito.

## Fotogalerie

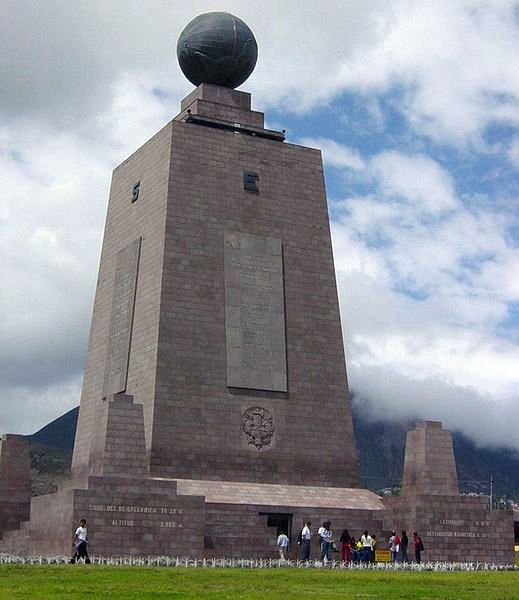
Mitad del Mundo
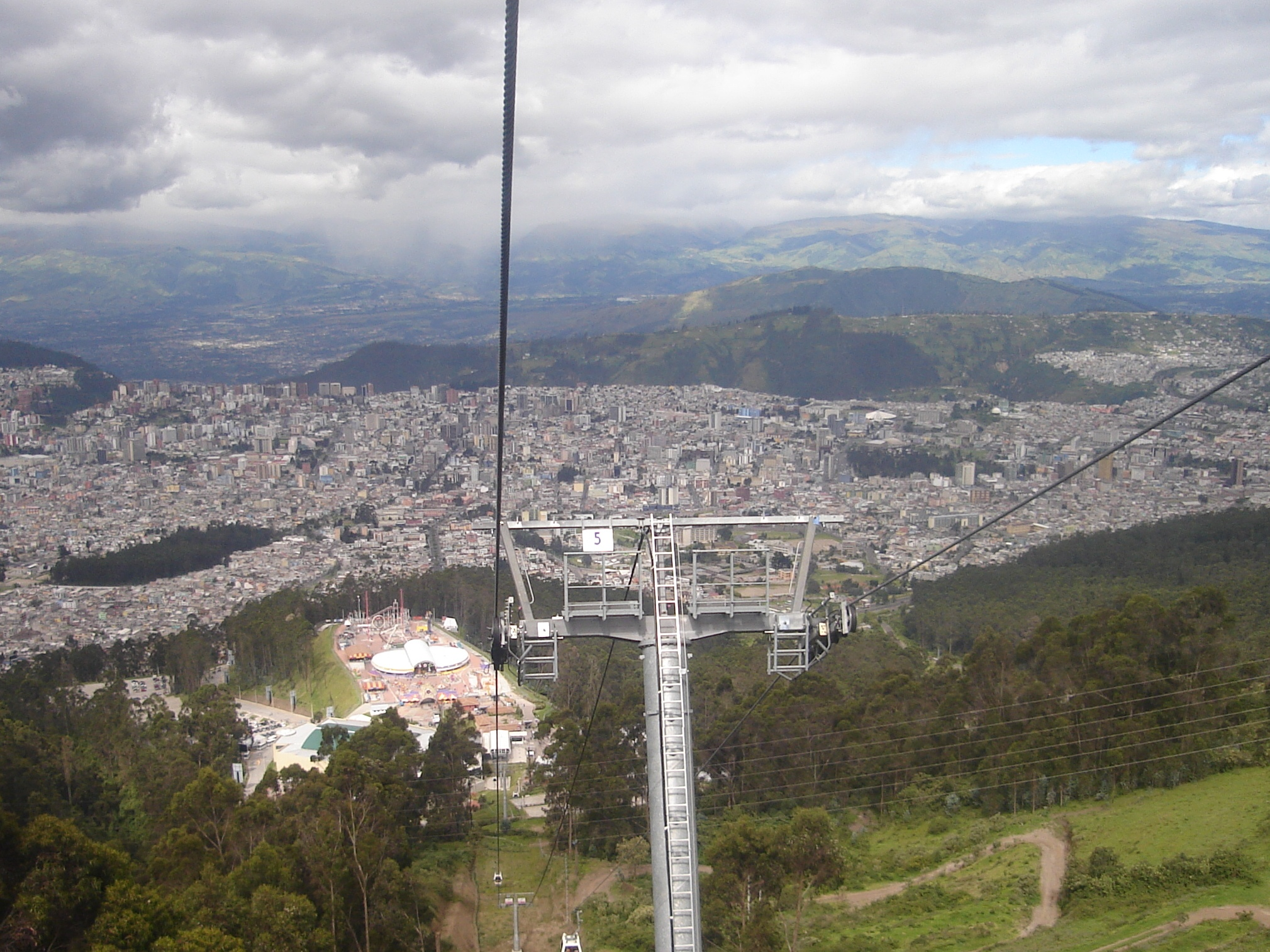
pohled na Quito ze zdejší lanovky
historické centrum
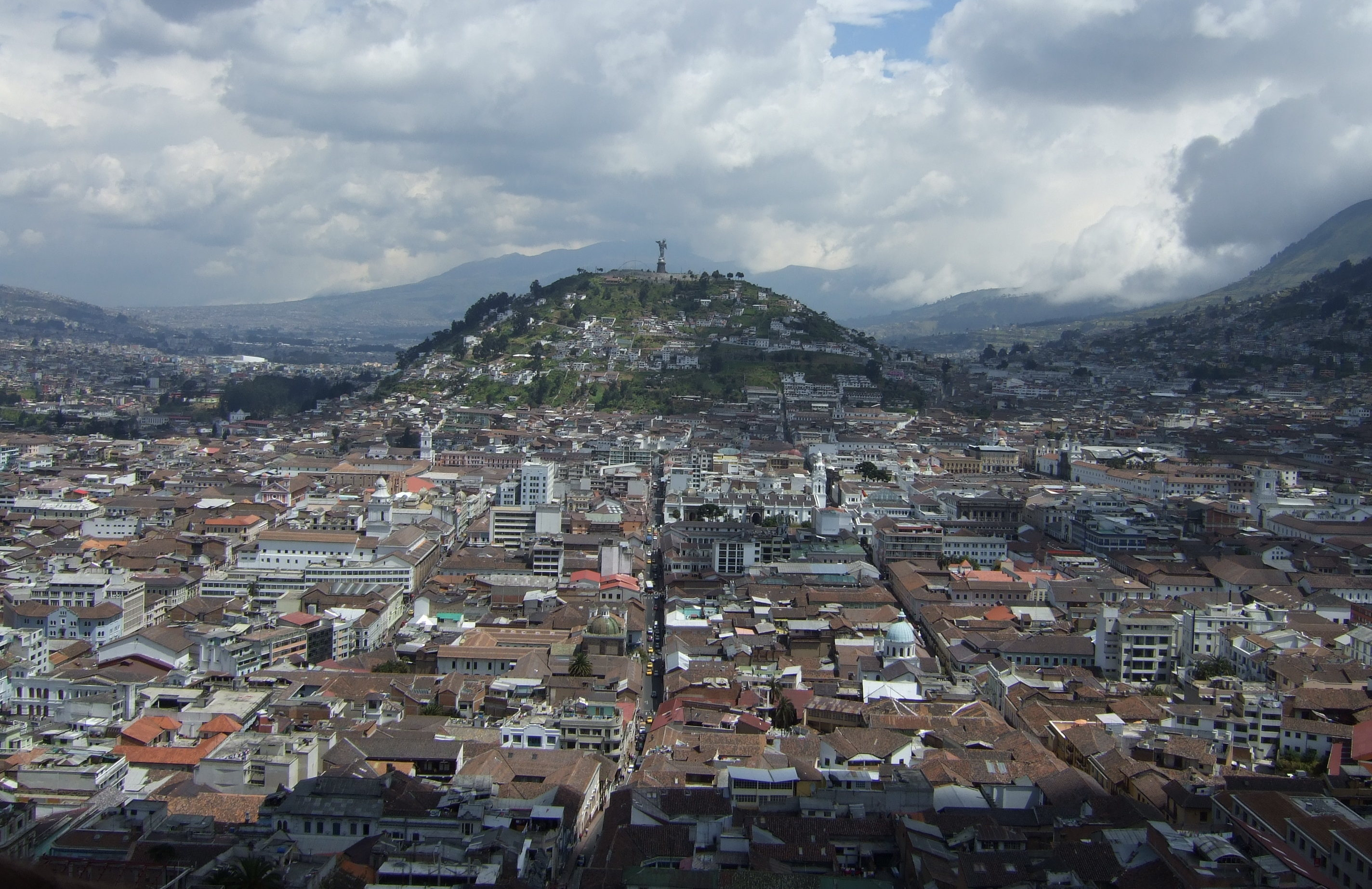
kopec Panecillo
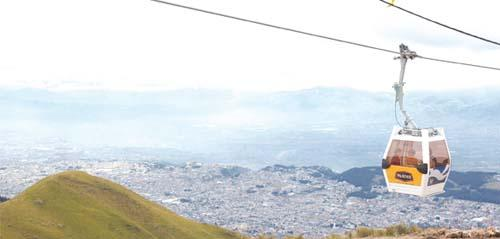
TelefériQo

## Partnerská města
- Buenos Aires, Argentina
- Bogota, Kolumbie
- Buxton, Spojené království
- Coral Gables, USA
- Krakov, Polsko
- Louisville, USA
- Madrid, Španělsko
- Managua, Nikaragua
- Santo Domingo, Dominikánská republika
- Toronto, Kanada